# Clethra symingtonii
Clethra symingtonii är en tvåhjärtbladig växtart som beskrevs av Herman Otto Sleumer. Clethra symingtonii ingår i släktet Clethra och familjen Clethraceae. Inga underarter finns listade i Catalogue of Life.